# 高畅
高暢（1987年1月29日—），山東濟南人，中國女子游泳運動員。

## 簡歷
1995年進入濟南市隊，教練是左伯海。
1998年入省隊，教練是徐海泉。
2003年入選國家隊，教練是徐慧琴。
2004年奧運會及2008年奧運會中國游泳隊隊員之一。
2012年，高畅代表中国出戰英國倫敦舉行的奥林匹克运动会游泳比賽女子4×100米混合泳接力賽事。